# Keuru

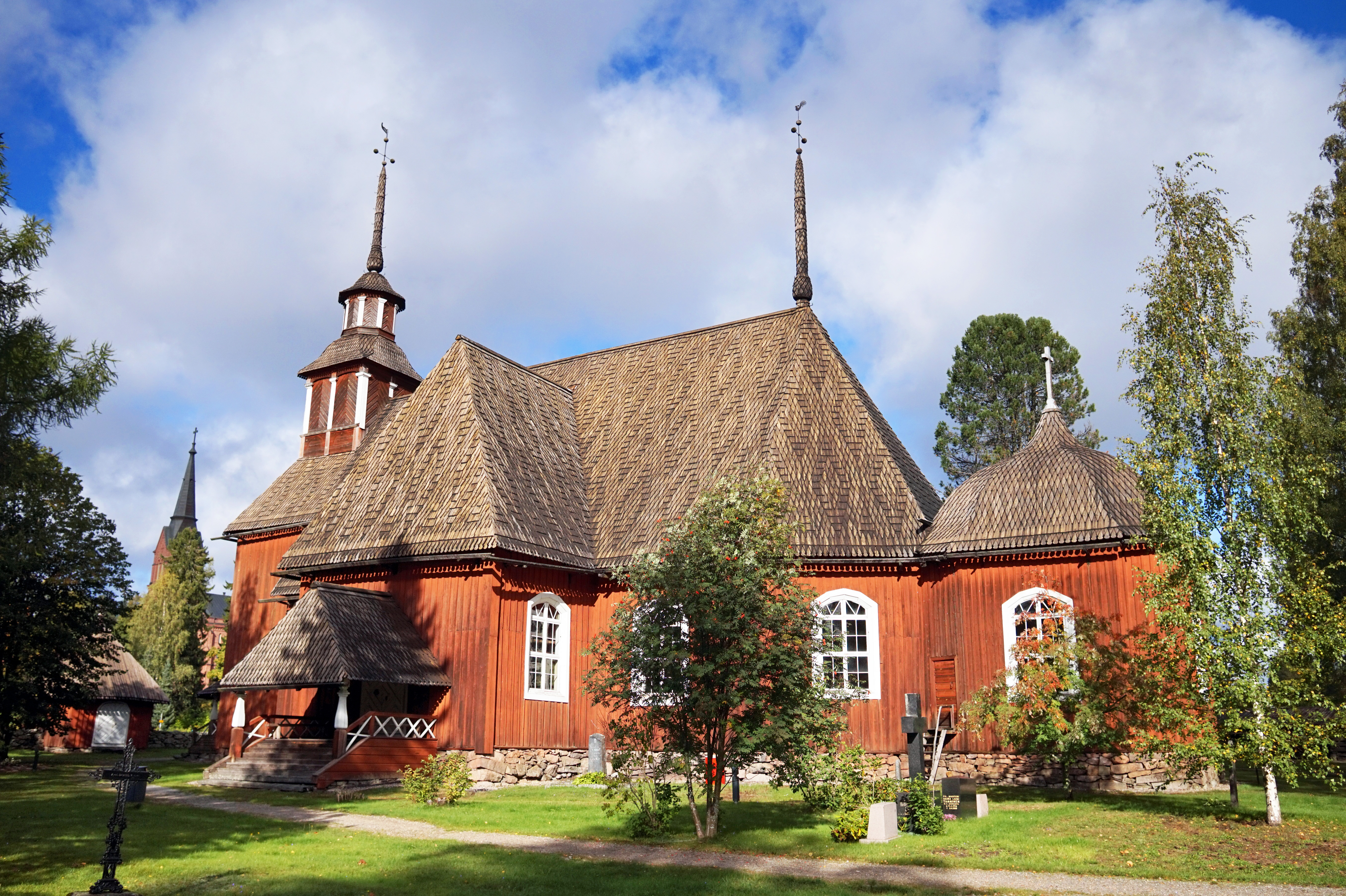
Keuru gamla kyrka.

Keuru (finska: Keuruu) är en stad och kommun i landskapet Mellersta Finland. Kommunen gränsar mot Virdois i väster, Etseri och Multia i norr, Petäjävesi i öster, Jämsä i sydost samt Mänttä-Vilppula i söder. Keuru har 9 443 invånare och har en yta på 1 430,56 km². Keuru är enspråkigt finskt.

## Administrativ historik
Den 1 januari 1969 inkorporerades Pihlajavesi i Keuru. Keuru blev stad 1986.

## Politik

### Mandatfördelning i Keuru stad, valen 1976–2021
| 4 | 13 |  | 11 |  |  | 4 |

| 3 | 13 |  | 8 | 3 |  | 6 |

| 3 | 12 | 3 |  | 8 |  | 7 |

| 2 | 11 | 6 |  | 8 | 2 | 5 |

| 2 | 12 | 6 | 11 |  | 3 |

|  | 10 | 2 | 15 |  | 2 | 4 |

|  | 11 |  | 15 |  | 6 |

|  | 11 |  | 15 | 2 | 5 |

| 26 | 9 |

|  | 10 |  |  | 2 | 11 | 3 | 6 |

| 24 | 11 |

| 9 |  | 5 | 11 | 2 | 7 |

| 23 | 12 |

|  | 11 |  | 4 | 10 | 4 | 4 |

| 24 | 11 |

|  | 8 | 2 | 5 | 8 | 3 | 4 |

| 23 | 8 |

## Demografi

### Befolkningsutveckling
| Befolkningsutvecklingen i Keuru stad 1975–2020                                                               | Befolkningsutvecklingen i Keuru stad 1975–2020 | Befolkningsutvecklingen i Keuru stad 1975–2020 | Befolkningsutvecklingen i Keuru stad 1975–2020 | Befolkningsutvecklingen i Keuru stad 1975–2020 |
| --- | ---------------------------------------------- | ---------------------------------------------- | ---------------------------------------------- | ---------------------------------------------- |
| |                                                |                                                |                                                |                                                |
| År |                                                |                                                | Folkmängd                                      |                                                |
| 1975 | 1975                                           |                                                | 12 947                                         |                                                |
| 1980 | 1980                                           |                                                | 13 000                                         |                                                |
| 1985 | 1985                                           |                                                | 13 010                                         |                                                |
| 1990 | 1990                                           |                                                | 12 663                                         |                                                |
| 1995 | 1995                                           |                                                | 12 405                                         |                                                |
| 2000 | 2000                                           |                                                | 11 870                                         |                                                |
| 2005 | 2005                                           |                                                | 11 180                                         |                                                |
| 2010 | 2010                                           |                                                | 10 666                                         |                                                |
| 2015 | 2015                                           |                                                | 10 117                                         |                                                |
| 2020 | 2020                                           |                                                | 9 486                                          |                                                |
| Anm: Uppgifterna avser förhållandena den 31 december nämnda år enligt områdesindelningen den 1 januari 2022. |                                                |                                                |                                                |                                                |

### Språk
Befolkningen efter språk (modersmål) den 31 december 2022. Finska, svenska och samiska räknas som inhemska språk då de har officiell status i landet. Resten av språken räknas som främmande. För språk med färre än 10 talare är siffran dold av Statistikcentralen på grund av sekretesskäl.
| Språk                        | Talare 2022-12-31 | Talare 2022-12-31 |
| Språk                        | Antal             | Andel (%)         |
| ---------------------------- | ----------------- | ----------------- |
| Hela befolkningen            | 9 250             | 100,0             |
| Inhemska språk totalt        | 8 994             | 97,2              |
| Finska                       | 8 974             | 97,0              |
| Svenska                      | 20                | 0,2               |
| Främmande språk totalt       | 256               | 2,8               |
| Ryska                        | 95                | 1,0               |
| Estniska                     | 29                | 0,3               |
| Engelska                     | 13                | 0,1               |
| Lettiska                     | 11                | 0,1               |
| Thailändska                  | 11                | 0,1               |
| Språk med färre än 10 talare | 97                | 1,0               |

|  | Finska (97,0 %) |

|  | Svenska (0,2 %) |

|  | Främmande språk (2,8 %) |

|  | Finska (97,0 %) |

|  | Svenska (0,2 %) |

|  | Främmande språk (2,8 %) |

## Kända personer från Keuru
- Matti Kassila, filmregissör och skådespelare
- Mirjami Kuosmanen, skådespelare
- Maria Raunio, politiker
- Kalevi Sorsa, politiker
- Viola Gråsten, formgivare

## Bilder

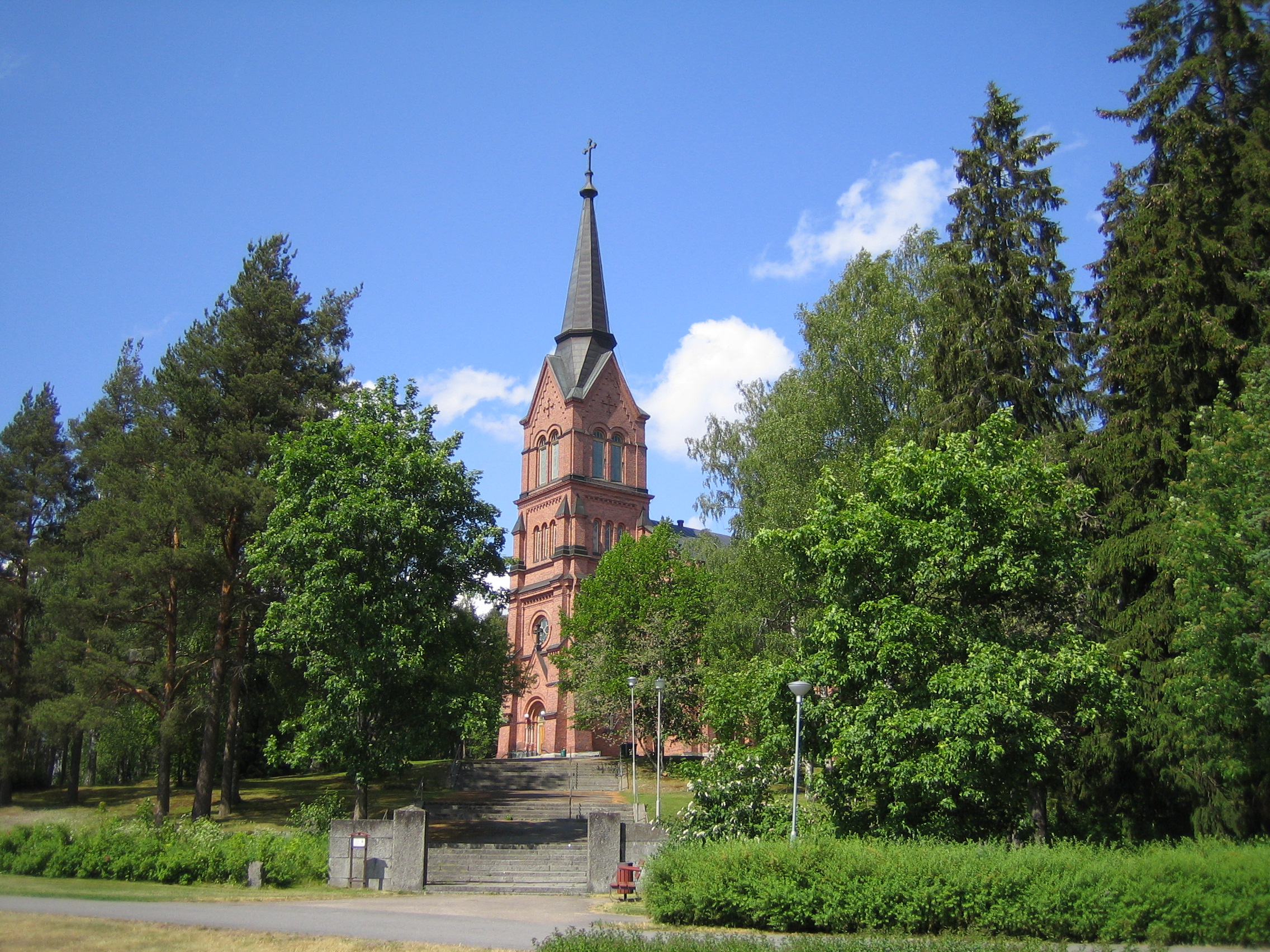
Keuru nya kyrka
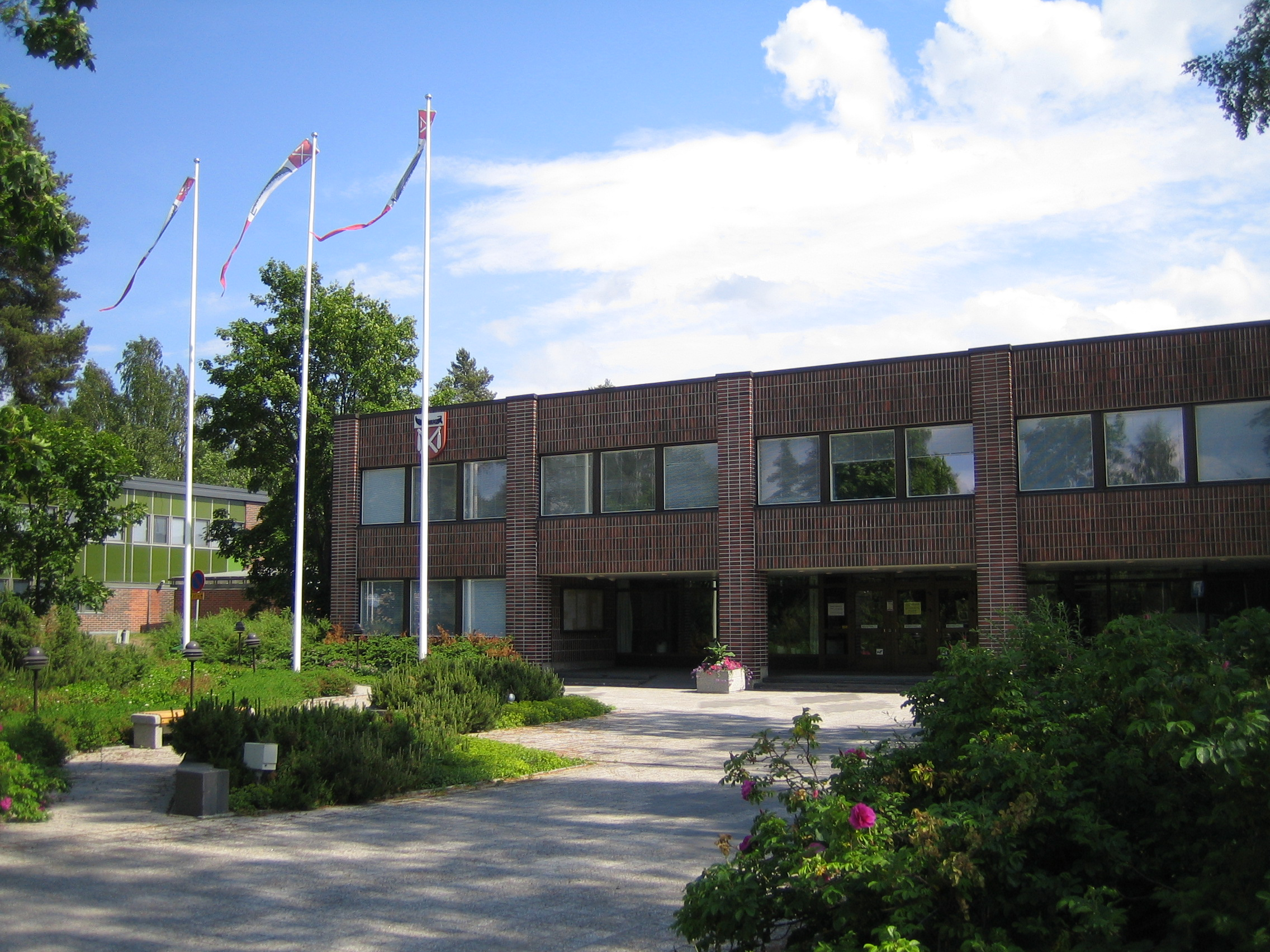
Stadshuset
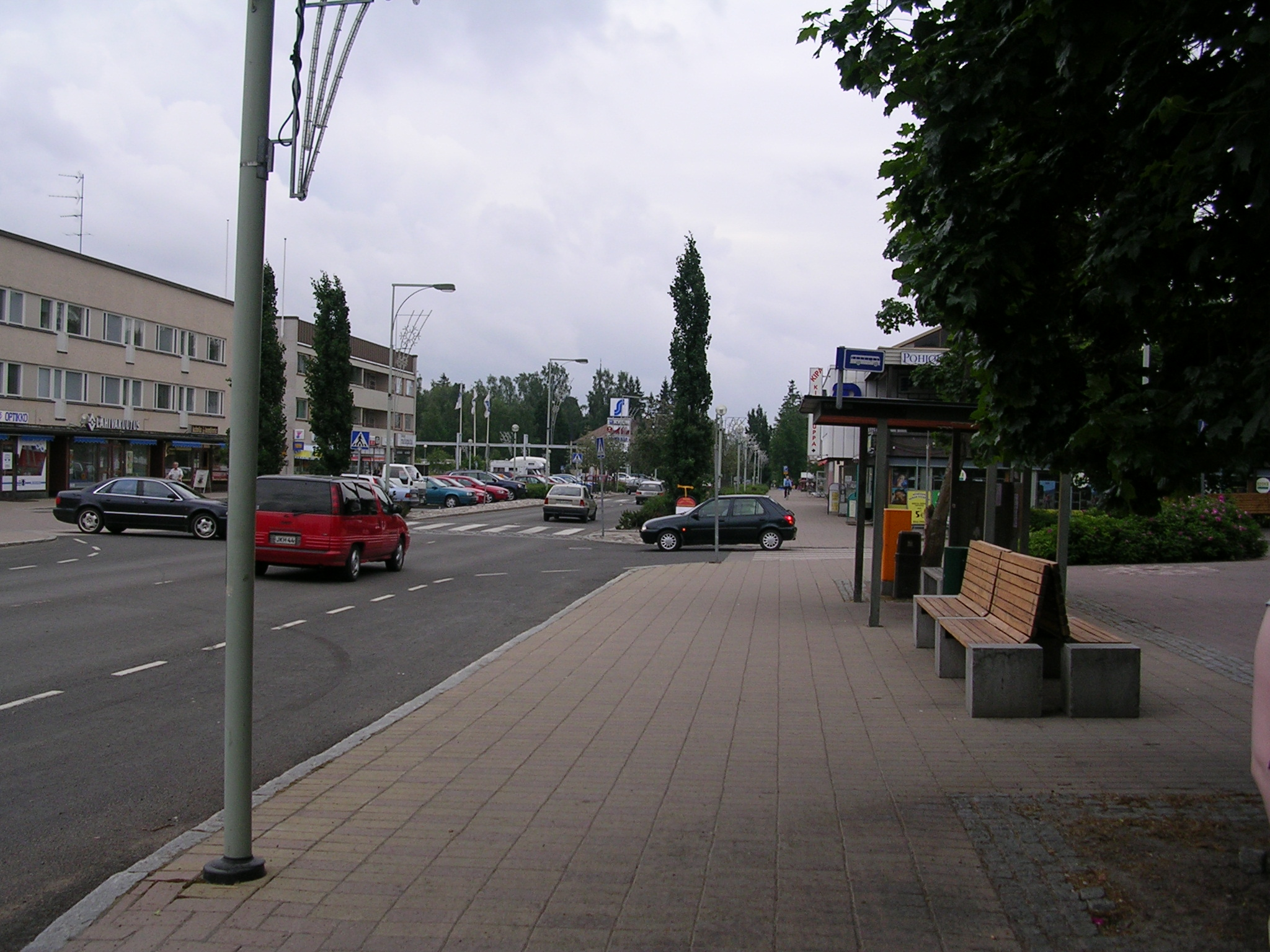
Huvudgatan i centraltätorten
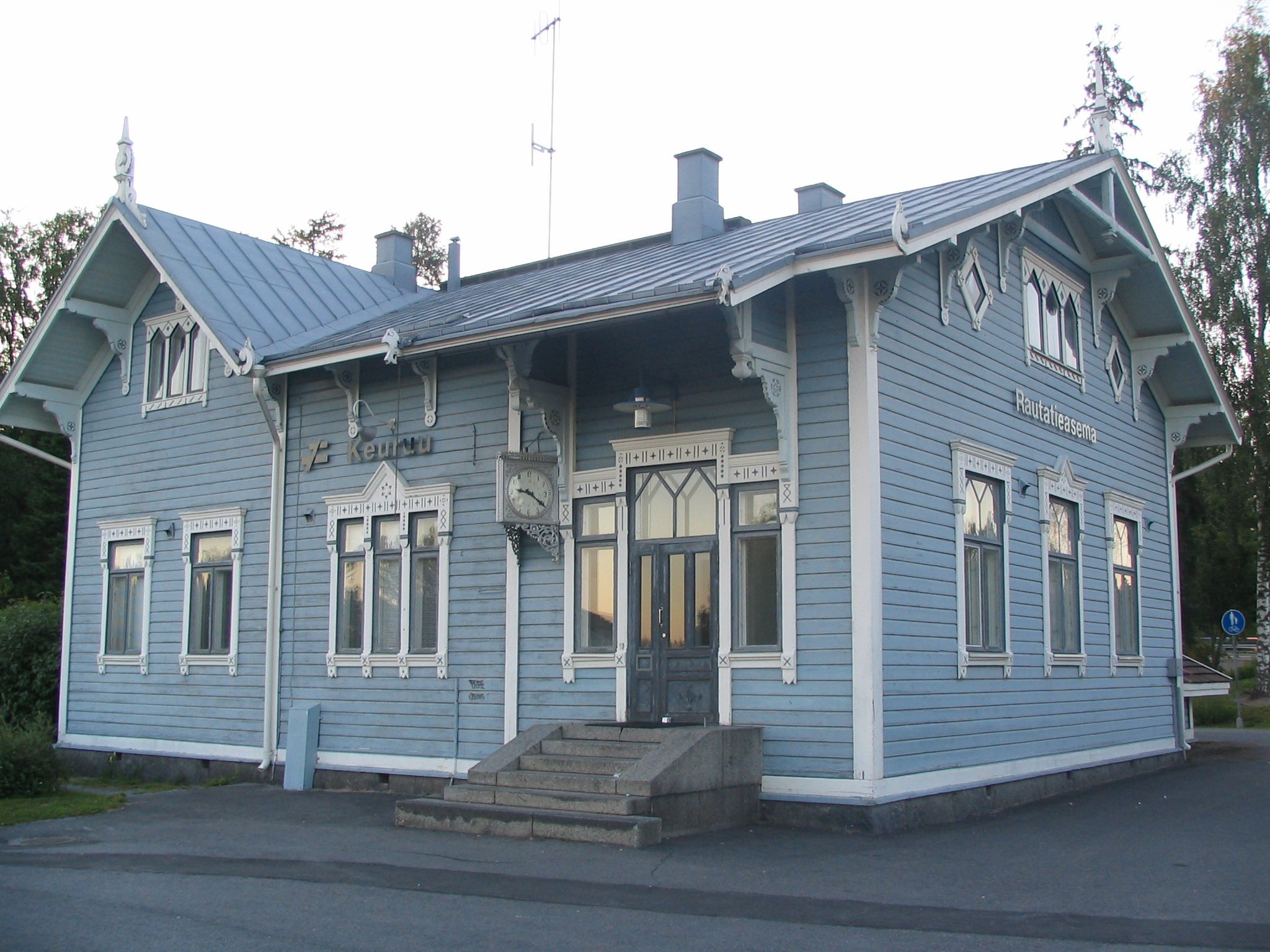
Keuru järnvägsstation